# Cité Noël
La cité Noël est une voie du 3e arrondissement de Paris, en France.

## Situation et accès
La cité Noël est une voie privée située dans le 3e arrondissement de Paris. Elle débute au 22, rue Rambuteau et se termine en impasse.

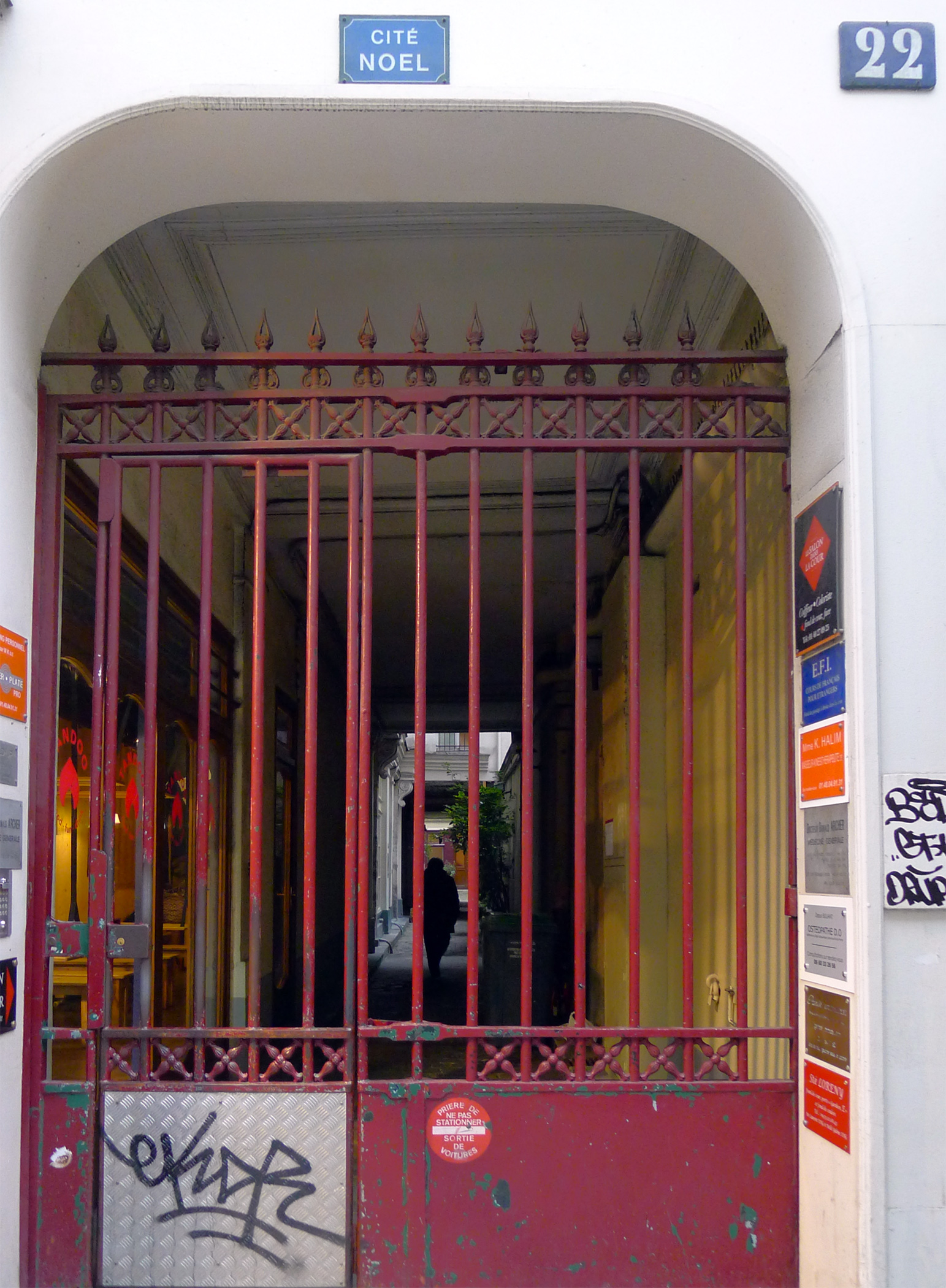
L'entrée de la cité.
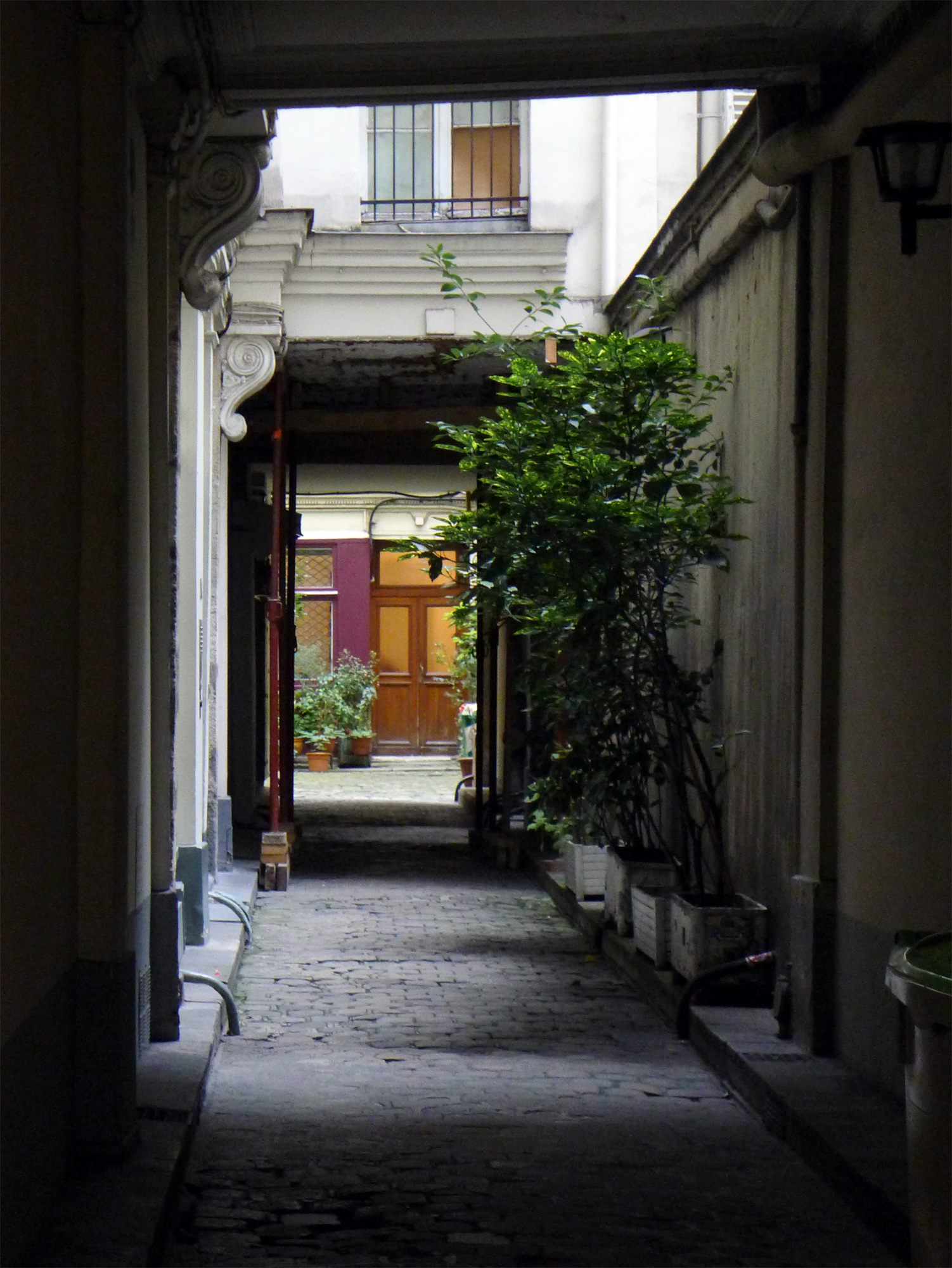
Le fond de l'impasse.

## Origine du nom
La cité porte le nom de son créateur.

## Historique
Elle est construite par à l'initiative du propriétaire Grosjean, en 1850.

## Bâtiments remarquables et lieux de mémoire
Au fond de la cité, les bâtiments D et E s’appuient au parement intérieur de l’enceinte de Philippe Auguste. Le mur est mitoyen de l’hôtel de Saint-Aignan.